# بيتر غيرينوغ
بيتر غيرينوغ (بالإنجليزية: Peter Greenough)‏ هو محرر وصحفي أمريكي، ولد في 6 فبراير 1917، وتوفي في 6 سبتمبر 2006.